# Classe Nautilus (sous-marin, 1911)
Pour les articles homonymes, voir Classe Nautilus (sous-marin) et Nautilus.
La classe Nautilus est une classe de 2 sous-marins construits pour la Regia Marina (la Marine royale italienne) et mis en service au début de la Première Guerre mondiale.

## Généralités de la classe
Conçus par le major Curio Bernardis en 1910, les sous-marins de la classe Nautilus sont construits, à titre de prototypes, par l'Arsenal de Venise. La coque de ces unités est similaire à celle des torpilleurs de surface; les compartiments d'inondation centraux, résistant à 40 mètres comme la coque extérieure, sont obtenus à l'intérieur de la coque sur environ un tiers de sa longueur. Les accumulateurs sont situés dans la moitié inférieure des deux pièces situées à l'avant et à l'arrière du sous-marin.
Ces unités sont les prototypes des sous-marins de la classe N, également conçus par Bernardis, qui sont commandés en série par l'industrie privée au cours de la Première Guerre mondiale.

## Caractéristiques
La classe Nautilus déplaçait 225 tonnes en surface et 303 tonnes en immersion. Les sous-marins mesuraient 40,96 mètres de long, avaient une largeur de 4,3 mètres et un tirant d'eau de 2,93 mètres. Ils avaient une profondeur de plongée opérationnelle de 40 mètres. Leur équipage comptait 2 officiers et 17 sous-officiers et marins. 
Pour la navigation de surface, les sous-marins étaient propulsés par deux moteurs diesel Sulzer de 300 chevaux-vapeur (cv) (220 kW) chacun  entraînant deux arbres d'hélices. En immersion, chaque hélice était entraînée par un moteur électrique Ansaldo de 160 chevaux-vapeur (118 kW). Ils pouvaient atteindre 13,2 nœuds (24,4 km/h) en surface et 8 nœuds (14,8 km/h) sous l'eau. En surface, la classe Nautilus avait une autonomie de 1 000 milles nautiques (1 850 km) à 10 nœuds (18,5 km/h); en immersion, elle avait une autonomie de 64 milles nautiques (118 km) à 4 nœuds (7,4 km/h).
Les sous-marins étaient armés de 2 tubes lance-torpilles à l'avant de 45 centimètres et de 1 tube lance-torpilles sur le pont de 450 mm (qui sera supprimé plus tard) , pour lesquels ils transportaient un total de 4 torpilles.

## Unités
| Regia Marina - Classe Nautilus | Regia Marina - Classe Nautilus                | Regia Marina - Classe Nautilus | Regia Marina - Classe Nautilus | Regia Marina - Classe Nautilus | Regia Marina - Classe Nautilus                                                           |
| Sous-marin                     | Chantier                                      | Début de construction          | Lancement                      | Entrée en service              | Destination finale                                                                       |
| ------------------------------ | --------------------------------------------- | ------------------------------ | ------------------------------ | ------------------------------ | ---------------------------------------------------------------------------------------- |
| Nautilus                       | Arsenale di Venezia (Regio Arsenale - Venise) | 1er août 1911                  | 25 avril 1913                  | 9 septembre 1913               | Radié le 31 juillet 1919 puis mis au rebut.                                              |
| Nereide                        | Arsenale di Venezia (Regio Arsenale - Venise) | 1er août 1911                  | 12 juillet 1913                | 20 décembre 1913               | Torpillé et coulé par le sous-marin austro-hongrois U-5 le 5 août 1915 près de Pelagosa. |

### Nautilus
La quille du Nautilus est posée le 1er août 1911, puis il est lancé le 25 avril 1913 et livré le 9 septembre 1913. Il est déclassé le 31 juillet 1919.

### Nereide
La quille du Nereide est posée le 1er août 1911, puis il est lancé le 12 juillet 1913 et livré le 20 décembre 1913. Il participe à la Première Guerre mondiale, étant coulé par le sous-marin austro-hongrois U-5 au large de Pelagosa le 5 août 1915. Elle a été déclassée le 25 août 1915.